# Воронова Лідія Костянтинівна
Воронова Лідія Костянтинівна (5 жовтня 1931, м. Темір, Казахстан — † 31 жовтня 2015, Київ) — український правознавець, фахівець у галузі фінансового права, доктор юридичних наук (1982), професор (1984), академік Національної академії правових наук України (1993), Заслужений юрист України (2006), Заслужений професор Київського національного університету імені Тараса Шевченка (2008), лауреат Державної премії України в галузі науки і техніки (2011).
Л. К. Воронову справедливо вважають фундатором науки фінансового права у сучасній Україні. Під її керівництвом було підготовлено близько 20 докторів та понад 100 кандидатів юридичних наук; вона була членом спеціалізованих вчених рад при Київському національному університеті імені Тараса Шевченка, Національному університеті «Юридична академія України імені Ярослава Мудрого», а також серед засновників Науково-дослідного інституту фінансового права при Національному університету Державної податкової служби України (зараз вказаний НДІ є структурним підрозділом Університету Державної фіскальної служби України). Л. К. Воронова брала активну участь у законопроєктній роботі з підготовки актів бюджетного, податкового, банківського та іншого законодавства.

## Біографічні відомості
Вищу освіту Л. К. Воронова здобула на юридичному факультеті Львівського державного університету ім. І. Я. Франка (1954). По закінченні університету працювала в правоохоронних та інших установах.
З 1963 р. почала працювати на юридичному факультеті Київського державного університету ім. Т. Г. Шевченка (нині — Київський національний університет імені Тараса Шевченка). У 1975 – 1996 рр. — завідувач кафедри державного та адміністративного права. З 1996 р. працювала на посаді професора кафедри конституційного та адміністративного права, з 2008 р. — на посаді професора-консультанта цієї кафедри. Від 2007 р. була завідувачем кафедри конституційного, адміністративного та фінансового права Київського університету туризму, економіки та права.

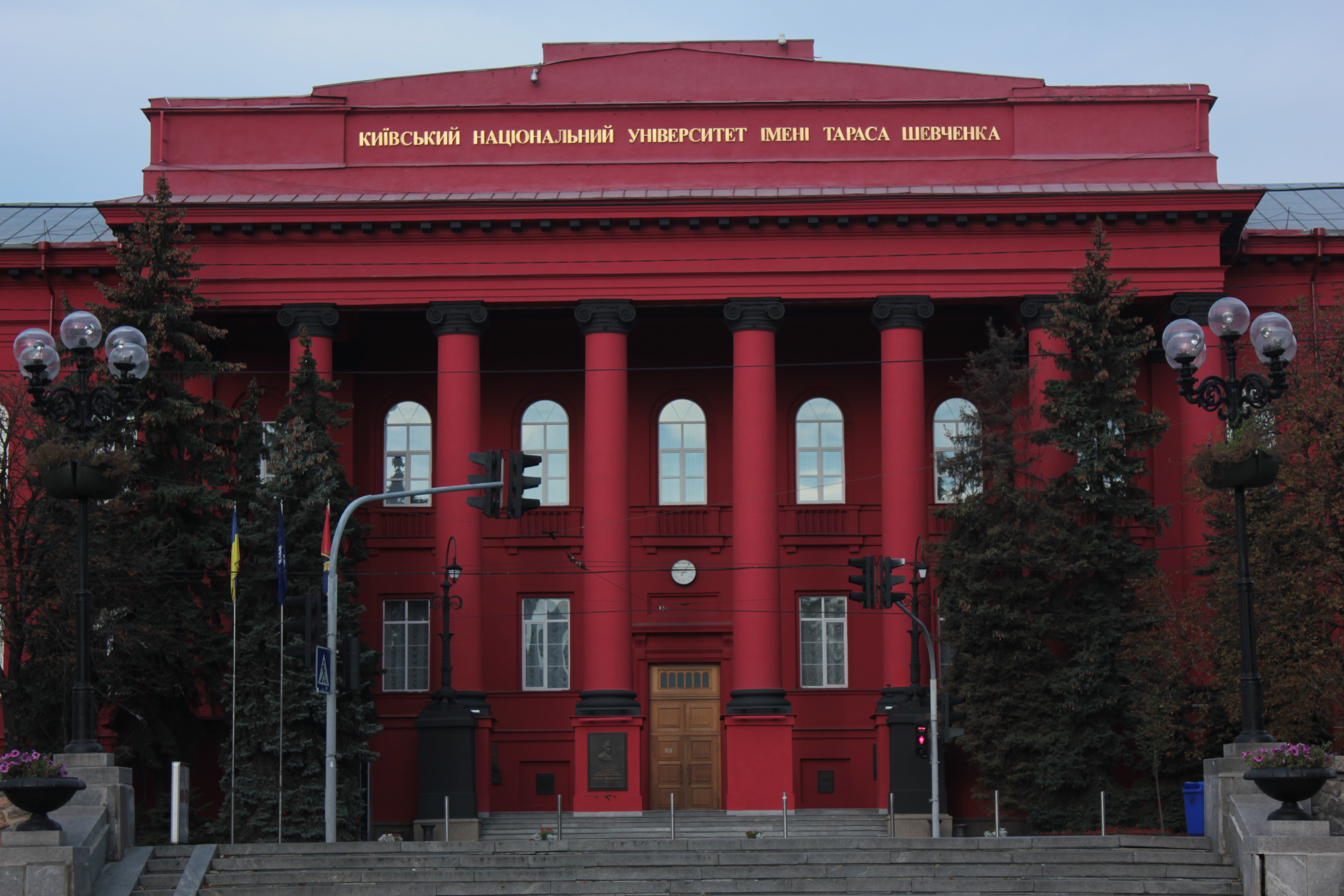
Юридичний факультет Київського національного університету імені Тараса Шевченка, на якому Л. К. Воронова пропрацювала понад 40 років

1963 р. Л. К. Воронова захистила дисертацію на здобуття наукового ступеня кандидата юридичних наук на тему «Бюджетні права Української Радянської Соціалістичної Республіки», у 1982 р. — дисертацію на здобуття наукового ступеня доктора юридичних наук на тему «Теоретичні питання правового регулювання витрат державних бюджетів союзних республік». Науковий ступінь доктора юридичних наук присуджено у 1982 р. Вчене звання професора присвоєно у 1984 р. 
1993 року вчену було обрано дійсним членом (академіком) Академії правових наук України (нині — Національна академія правових наук України) (вона була одним з академіків-засновників цієї академії).
Л. К. Воронова — відомий фахівець у галузі фінансового, податкового та банківського права, нею опубліковано понад 200 наукових праць. Серед публікацій – підручники з фінансового та податкового права (співавтор, науковий редактор), монографії. Брала участь у підготовці Бюджетного кодексу України 2001 року (2001), у редагуванні науково-практичного коментаря до Бюджетного кодексу України 2010 року (2011); працювала над багатотомною Юридичною енциклопедією (1998  — 2004).

### Нагороди
2006 року вченій було надано звання Заслуженого юриста України. Нагороджена орденом «За заслуги» III ступеня (1999), орденом княгині Ольги ІІІ ступеня (2003), Почесною грамотою Верховної Ради України (2009), відзнакою Вищої школи СРСР «За отличные успехи в работе» (1980), «За наукові досягнення» Міністерства освіти України (2008). Відмінник освіти України (1998), лауреат премії імені Ярослава Мудрого, Заслужений професор Київського національного університету імені Тараса Шевченка (2008).

## Оцінки наукової та науково-педагогічної діяльності

Лідія Костянтинівна Воронова у 2000-х роках

Колеги по професії характеризували Лідію Костянтинівну як надзвичайно відповідальну, щиру, доброзичливу людину, яка намагається допомогти кожному, хто до неї звернувся. Також, за словами колег "своїм досвідом і знаннями Л. К. Воронова щиро ділиться зі своїми колегами, учнями, тому вона завжди оточена великою пошаною і любов’ю в колективі та серед широкого юридичного загалу. Як особистість її вирізняють тактовність, професіоналізм, принциповість і виваженість". 
Ось як оцінюють наукову та педагогічну діяльність Л. К. Воронової окремі правознавці:  

| Лідія Костянтинівна створила та очолила українську школу фінансового права. Сотні вчених пройшли школу Л. К. Воронової, багато з них стали відомими не тільки всій країні, але й далеко за її межами. В цілому вона підготувала сімнадцять докторів та понад сто кандидатів юридичних наук. Науковій школі Лідії Костянтинівни притаманні єдині концептуальні підходи, фундаментальність, оперативна реакція на виклики сучасності, повага до наукових традицій та їх творче переосмислення. Л. К. Воронова є талановитим педагогом, котрий об'єднує вчених довкола найактуальніших теоретичних та практичних питань.[12]. Оригінальний текст (рос.) Лидия Константиновна создала и возглавила украинскую школу финансового права. Сотни ученых прошли школу Л. К. Вороновой, многие из них стали известными не только всей стране, но и далеко за ее пределами. В целом она подготовила семнадцать докторов и более ста кандидатов юридических наук. Научной школе Лидии Константиновны присущи единые концептуальные подходы, фундаментальность, оперативная реакция на вызовы современности, уважение к научным традициям и их творческое переосмысление. Л. К. Воронова является талантливым педагогом, объединяющим ученых вокруг наиболее актуальных теоретических и практических вопросов. |
| Після розпаду Радянського Союзу та зі здобуттям Україною державної незалежності, Л. К. Воронова взяла активну участь у виробленні адекватного вимогам часу та новітнім суспільно-політичним і соціально-економічним умовам трактування фінансового права. Теоретичні положення, оцінки, розроблені вченою з проблем теорії фінансового права <…>, бюджетного устрою та процесу < … >, місцевих фінансів < … >, податкового права < … >, банківських правовідносин <…> тощо, є визначальними у формуванні сучасної фінансово-правової науки, встановлюють висхідні орієнтири її подальшого розвитку [13]. |

## Праці
- Воронова Л. К. Бюджетные права Украинской Советской Социалистической Республики: Дис. ... канд. юрид. наук: 12.00.02. -– К., 1963. – 173 с.
- Воронова Л. К. Бюджетные права Украинской Советской Социалистической Республики: автореферат дис. ... канд. юрид. наук. -– К., 1963. -– 20 с.
- Воронова Л. К. Радянське фінансове право: навчальний посібник. -– К.: Вища шк., 1973. - 202 с
- Воронова Л. К. Бюджетноправове регулювання в СРСР. - К.: Вища шк., 1975. - 184 с.
- Воронова Л. К. Правовые основы расходов государственного бюджета в СССР (На материалах союзной республики). - К.: Вища шк., 1981. - 224 с.
- Советское финансовое право: учеб. пособие / Л. К. Воронова, И. В. Мартьянов. - К.: Вища шк., 1983. - 240 с.
- Воронова Л. К. Правовое регулирование кредитно-расчетных отношений в народном хозяйстве.  -– К.: Вища шк., 1988. - 216 с.
- Фінансове право (За законодавством України): Навч.посібник для студ.юрид.вузів та фак-тів /  За ред. Л. К. Воронової, Д. А. Бекерської.  – Київ: Вентурі, 1995 . – 271 с. – ISBN 5-7707-8061-4.
- Фінансове право: підруч. для студ. юрид. вузів / Ред. Л. К. Воронова. –  2-е вид., випр. та доп. – Х.: Консум, 1999. – 495 с. – ISBN 966-7124-28-2
- Воронова Л. К. Фінансове право України: Підручник. – К.: Прецедент: Моя книга, 2006. – 440 с. – (Юридична бібліотека).
- Фінансове право України: навчальний посібник за вимогами кредитно-модульної системи організації навчального процесу / Л. К. Воронова, М. П. Кучерявенко, Н. Ю. Пришва, Л. Л. Тарангул. – К.: Всеукраїнська асоціація видавців "Правова єдність", 2009. – 393 с.
- Податкове право України. Кредитно-модульний курс: навчальний посібник для вузів / Л. К. Воронова, М. П. Кучерявенко, Н. Ю. Пришва, Л. Л. Тарангул, Г. В. Бех. – К.: Всеукраїнська асоціація видавців "Правова єдність", 2009 . – 483 с. – ISBN 978-966-218-313-9.
- Воронова Л. К. Фінансове право у сучасний період // Антологія української юридичної думки. Т. 10. Юридична наука незалежної України. — К.: Вид. Дім "Юридична книга", 2005.— С. 415 — 431.
- Бюджетний кодекс України: наук.-практ. коментар: станом на 1 березня 2011 р. / Л. К. Воронова, Воротіна Н. В., Н. Л. Губерська та ін.; за ред.: Л. К. Воронова, М. П. Кучерявенко; Нац. акад. прав. наук України, НДІ держ. буд-ва та місц. самоврядування НАПрН України. –- Х.: Право, 2011. — 606 с.
- Словник фінансово-правових термінів / За заг. ред. д. ю.н., проф. Л. К. Воронової. – 2-е вид., переробл. і доповн. – К.: Алерта, 2011 – 558 с.
- Воронова Л. К. Конституція України і фінансове законодавство // Право України. — 2012. — №№ 1/2. — С.111 — 124.
- Воронова Л. К. Доктрина фінансового права та фінансового законодавства у сучасний період // Правова доктрина України. — Х.: Право, 2013. — Т. 2: Публічно-правова доктрина України. — С.417 — 448.
- Воронова Л. К. Вибрані праці / Упоряд.: М. П. Кучерявенко, Д. О. Білінський, О. О. Головашевич, Є. М. Смичок; відп. за вип. М. П. Кучерявенко. – Х.: Право, 2016. – 952 с.